# Association Sportive Nianan
O Association Sportive Nianan é um clube de futebol com sede em Koulikoro, Mali. A equipe compete no Campeonato Malinês de Futebol.

## História
O clube foi fundado em 1979.